# Clockers
Clockers är en amerikansk film från 1995 i regi av Spike Lee. Filmen är baserad på romanen Klockarna från 1992, av Richard Price. Under inledningsscenen samt flera andra gånger genom filmen spelas hiphoplåten "Return of the Crooklyn Dodgers" av supergruppen Crooklyn Dodgers.

## Rollista
- Harvey Keitel – Det. Rocco Klein
- John Turturro – Det. Larry Mazilli
- Delroy Lindo – Rodney Little
- Mekhi Phifer – Ronald "Strike" Dunham
- Isaiah Washington – Victor Dunham
- Keith David – André the Giant
- Pee Wee Love – Tyrone "Shorty" Jeeter
- Sticky Fingaz – Scientific
- Regina Taylor – Iris Jeeter
- Fredro – Go
- Elvis Nolasco – Horace
- Tom Byrd – Errol Barnes
- Lawrence B. Adisa – Stan
- Hassan Johnson – Skills
- Frances Foster – Gloria
- Michael Imperioli – Detective Jo-Jo
- Mike Starr – Thumper
- Lisa Arrindell Anderson – Sharon Dunham
- Paul Calderón – Jesus
- Brendan Kelly – Big Chief
- Graham Brown – Herman Brown
- Steve White – Darryl Adams
- Spike Lee – Chucky
- Harry Lennix – Bill Walker
- Michael Badalucco – Cop #1
- Ricky Aiello – Cop #2